# 若槇太志郎
若槇 太志郎	（わかまき たいしろう、 1997年6月2日 - ）は、日本の男性モデル。茨城県出身。2015年男子高生ミスターコンテストグランプリを獲得。その後しばらくはフリーランス(無所属)で活動をしてきたが2017年2月16日に自身のTwitterで株式会社アイビー・エンタテイメントに所属した事を報告した。現在は退所し、フリーランス。

## 人物
- 茨城県出身。
- 千葉県立佐原高等学校卒業。
- 明治大学政経学部在学中[1]。
- 趣味・特技は、フットサル、映画鑑賞。

## 経歴
- 「男子ミスターコン2015年」グランプリ

## 出演
- 真冬のオオカミくんには騙されない(2018年1月28日‐3月25日、AbemaTV)